# М2 (шолом)
М2 — український військовий шолом. Дизайн заснований на шоломі ECH (англ. Enhanced Combat Helmet), ACH (англ. Advanced Combat Helmet), англ. Ops-core FAST Carbon Helmet от Emerson.

## Історія створення
Каска розроблена науково-виробничним підприемством (НВП) «Темп-3000» (смт. Ворзель Київської обл). Прийнята на озброєння українського війська. Планується закупка 10 тисяч одиниць. На 8 серпня 2014 поставлено 2350.

## Конструкція
Каска М2 складається з 5 комбінованих шарів захисних балістичних матеріалів. На касці встановлені універсальні кріплення для установки додаткових пристроїв: ПНБ, ліхтарик, відеокамера тощо. Також конструктивні особливості каски дозволяють використовувати її разом з гарнітурою зв'язку. Вага 1,35 кг.
Кріплення шолома до голови здійснюється системою регульованих ремінних стрічок, яка має систему підвісу з 4-точковим кріпленням. Ремінні стрічки регулюють утримання шолома по підборіддю людини.
Підгонка по окружності голови здійснюється поворотом круглого регулятора, який розташований у нижній потиличній частині шолома. У внутрішній частині шолома кріпляться на текстильну стрічку («липучку») — дві м'які демпфіруючі та гігроскопічні подушки, які забезпечують додаткову зручність утримання шолома на голові людини.

## Варіанти
- М2
- М2а

## Характеристики
- Розмір можливого регулювання по голові: 54,0 — 61,0 см
- Внутрішня висота: 169 ± 2 мм
- Внутрішня довжина: 255 ± 2 мм
- Внутрішня ширина: 220 ± 2 мм